# 古代の智慧のマスター
古代の知慧のマスター（こだいのちえのマスター、大師）は、もともと神学者 ヘレナ・P・ブラヴァツキー、ヘンリー・S・オルコット、アルフレッド・パーシー・シンネット、その他の神智学者が接触したと信じられている悟りを開いた存在である。これらの人物は、その生涯の間に世界のさまざまな場所で、そのようなマスターと出会ったと主張した。アデプト、マハトマ、または単にマスター、大師と呼ばれることもある。 
マスターの概念を最初に西洋に紹介したのは、ヘレナ・P・ブラヴァツキーであると言われる。当初、彼らと個人的に会話を交わせるのは彼女だけだったが、数年後には、こうしたマスターのうち、クートフーミ（KH）とMモリヤ （M.）が神学者のアルフレッド・パーシー・シネットと、鳥類学者のアラン・オクタヴィアン・ヒュームの2人との通信に同意したと信じられている。このコミュニケーションは1880年から1885年まで行われ、その間にマハトマの存在と目的は公になった。マスターから「受け取った」と言われるオリジナルの手紙は、現在ロンドンの大英図書館に保管されており、『マハトマ書簡』として出版されている。 

## 懐疑的な見方
K.ポール・ジョンソンは、著書『暴かれたマスター』（The Masters Revealed: Madam Blavatsky and Myth of the Great White Brotherhood）の中で、ブラヴァツキ―が出会ったとされるマスターは、彼女がそれまでの人生で出会った特定の自分物を理想化した姿だと述べた。